# Guinayangan
Guinayangan é um município de terceira classe de renda municipal (d) na província Quezon, nas Filipinas. De acordo com o censo de 1 de maio  de  2020 possui uma população de 44 045 pessoas e 11 521 domicílios.